# 维利耶昂普莱讷
维利耶昂普莱讷（法語：Villiers-en-Plaine，法語發音：[vilje ɑ̃ plɛn]）是法国德塞夫勒省的一个市镇，属于尼奥尔区。

## 地理
维利耶昂普莱讷（46°24'31"N, 0°32'14"W）面积27.89 平方千米，位于法国新阿基坦大区德塞夫勒省，该省份为法国西部内陆省份，北起曼恩-卢瓦尔省，西接旺代省，南至夏朗德省和滨海夏朗德省，东临维埃纳省。
与维利耶昂普莱讷接壤的市镇（或旧市镇、城区）包括：阿尔丹、圣马克西尔、圣蓬潘、圣雷米、伯内。

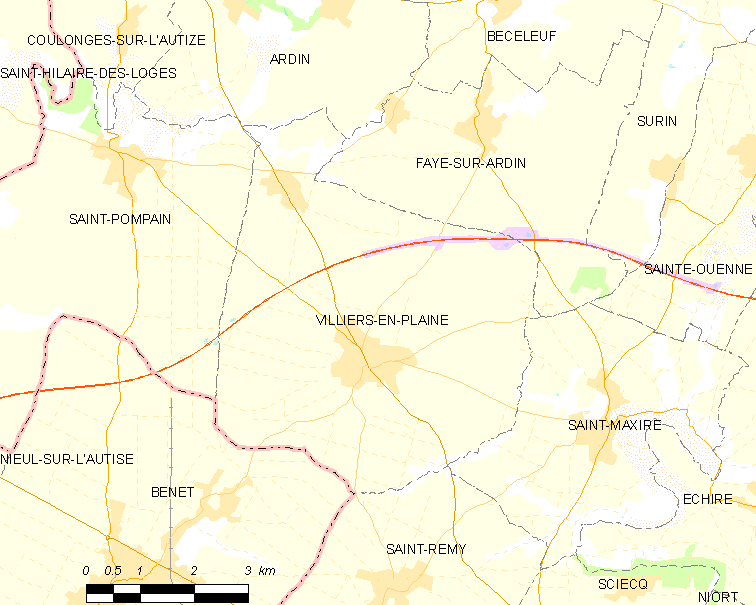
维利耶昂普莱讷的OSM定位图

维利耶昂普莱讷的时区为UTC+01:00、UTC+02:00（夏令时）。

## 行政
维利耶昂普莱讷的邮政编码为79160，INSEE市镇编码为79351。

## 政治
维利耶昂普莱讷所属的省级选区为欧蒂兹-埃格赖县。

## 人口

1962-2008年间维利耶昂普莱讷人口变化图示

维利耶昂普莱讷于2022年1月1日时的人口数量为1800人。